# Gesunde Ernährung und Bewegung
Gesunde Ernährung und Bewegung ist ein im Jahr 2007 gestarteter nationaler Aktionsplan des deutschen Bundesministeriums für Ernährung, Landwirtschaft und Verbraucherschutz und des Bundesministeriums für Gesundheit zur Prävention von Fehlernährung, Bewegungsmangel, Übergewicht und damit zusammenhängenden Krankheiten.

## Handlungsbedarf der Bundesregierung
In Deutschland waren 1998 37 Millionen Erwachsene und 2 Millionen Kinder übergewichtig oder adipös. Etwa eine Million Erwachsene und eine halbe Million Kinder und Jugendliche waren krankhaft übergewichtig (morbide Adipositas). Die Kosten durch ernährungsbedingte Krankheiten (Herz-Kreislauf-Erkrankung, chronische Rückenschmerzen usw.) wurden auf 70 Milliarden Euro jährlich geschätzt. Hinzu kommen die nicht quantifizierbaren Kosten durch Bewegungsmangel. Angesichts dieser Zahlen klärte das Bundesministerium für Gesundheit 2007 mit einer Kampagne über die Folgen von Bewegungsarmut und falscher Ernährung auf.

## Krankheitsvorbeugung durch mehr Bewegung
Gesundheitsorganisationen ermuntern immer wieder zu Gesundheitsvorsorge  (Krankheitsprävention und Gesundheitsförderung) durch mehr Bewegung und Sport. Seit der 2012 von der Stiftung Deutsche Krebshilfe gestarteten Dauer-Aktion „Schritt für Schritt – Bewegung“ wird die große Bedeutung regelmäßiger Bewegung zur Krankheitsprävention besonders betont. Den Bürgern wird Informationsmaterial kostenlos angeboten, wie sich „ein Mehr an Bewegung“ ganz einfach in den Alltag integrieren lässt: Häufiger zu Fuß gehen, Rad fahren und Treppen steigen, anstelle den Aufzug zu nehmen. Dies sind Beispiele für kurze tägliche Bewegungseinheiten, die ebenfalls dazu beitragen, die körperliche Fitness insgesamt zu stärken.

## Aktionsplan
Vorbildfunktion der öffentlichen Hand
Gesundheit als Faktor für Innovations- und Wettbewerbsfähigkeit für Industrie und den Standort Deutschland
Bildung und Information über Ernährung, Bewegung und Gesundheit
Vorbeugung in Familie, Kindergarten, Schule, Berufsausbildung, Betrieb, Universität
ausgewogene Kost in Kantinen und Bewegungsangebote in Betrieben
Verbesserung der Produktinformation und Kennzeichnung von Lebensmitteln
Bewegung im Alltag
durch Ausbau attraktiver Bewegungsmöglichkeiten im Wohnumfeld, am Arbeitsplatz, in Kindergärten und Schulen oder in Seniorenheimen (Spielplätze, Fuß- und Fahrradwege, wohnortnahe Einkaufsmöglichkeiten) und für alle zugängliche Angebote im Schul-, Betriebs- und Breitensport, mehr Sport und Bewegung in den Alltag integrieren
Qualitätsverbesserung bei der Verpflegung außer Haus
26 % der Bevölkerung essen mindestens einmal täglich außer Haus. Gemeinschaftsverpflegung in Kantinen, in Schulen und Kindergärten, aber auch die Angebote in Gaststätten und Imbissbuden sollen ernährungstechnisch verbessert werden
Impulse für die Forschung

## Kritik
Die Aktion wurde 2007/2008 von Verbraucherverbänden und Gesundheitsorganisationen kritisiert: die Kennzeichnung von Lebensmitteln müsse gesetzlich vorgeschrieben sein (wie z. B. in England die farbliche „Ampelkennzeichnung grün gelb rot“). So benutze die Industrie statt des Begriffs „Zucker“ immer noch verschleiernd den Begriff „Kohlenhydrate“. Die Ziele seien nicht quantifizierbar formuliert.
Die Organisation Foodwatch äußerte, die Aktion sei nichtssagende politische Propaganda. Sie forderte die Darstellung von zwei Würfelzucker-Pyramiden, eine für den Zuckerinhalt des Lebensmittels und eine für den täglichen Bedarf. Der Klinikmanager und Buchautor Edmund Fröhlich schrieb im Juni 2008 im Umweltjournal, das Eckpunktepapier sei unzureichend. Die tatsächlich bereits erkrankten adipösen Patienten seien in dem Plan nicht berücksichtigt. Der Plan sei ein weiterer untauglicher Versuch, „eine der größten volkswirtschaftlichen Herausforderungen in den Griff zu bekommen.“

Am 6. Juni 2007 äußerten sich bei einer Expertenanhörung im Bundestagsausschuss für Ernährung und Landwirtschaft einige Teilnehmer kritisch. Gefordert wurde z. B. eine regelmäßige Pflichtuntersuchung in der Schule, ein Werbeverbot während TV-Kindersendungen sowie eine vorgeschriebene Gesundheitserziehung im Kindergarten und in der Grundschule.